# Zgornja Kostrivnica
Zgornja Kostrivnica este o localitate din comuna Rogaška Slatina, Slovenia, cu o populație de 133 de locuitori.